# Vue de la Volga. Barques
Vue de la Volga. Barques (en russe : Вид на Волге. Барки) est un tableau du peintre russe Fiodor Vassiliev (1850-1873), réalisé en 1870. Il appartient à la collection du Musée russe à Saint-Pétersbourg (sous le numéro d'inventaire no Ж-4095). Ses dimensions sont de 67 × 105 cm,. Il est également appelé plus simplement Vue sur la Volga,,,,,. Sur la toile sont représentées, sur les bords de la Volga, des barques à côté desquelles des bateliers se reposent de leur travail épuisant,,.
Pour réaliser le tableau, Fiodor Vassiliev a utilisé les études et les esquisses réalisées pendant les quatre mois passés sur la Volga avec les peintres Ilia Répine et Ievgueni Makarov, ainsi que le frère de Répine, le musicien Vassili Répine. Après la mort de Vassiliev, à l'âge de 23 ans des suites de la tuberculose, la toile s'est retrouvée, en 1873, dans la collection de l'Académie russe des Beaux-Arts, puis a été remise, en 1898, au musée d'Alexandre III (devenu plus tard le Musée russe,).
Les critiques d'art ont hautement apprécié les innovations de Vue de la Volga. Barques et son importance pour le développement de la peinture russe. Alekseï Fiodorov-Davydov remarque que Vue sur la Volga « se distingue fortement des paysages modernes un peu hésitants et insignifiants de cette époque ». Nikolaï Nouvouspenski, quant à lui, écrit que ce tableau est « un des exemples les plus parfaits de l'art paysager russe du XIXe siècle ». Faïna Maltseva estime pour sa part que cette toile est « un hymne à la nature, à sa beauté, à l'immense pouvoir potentiel de sa vie », et d'un autre côté « un hymne à l'homme, qui a jeté de ses épaules la sangle des bateliers ».

## Histoire
L'été 1870, Fiodor Vassiliev, alors âgé de 20 ans, part en voyage sur la Volga, accompagné du peintre Ilia Répine, qui travaillait à son futur tableau Les Bateliers de la Volga. Le peintre Ievgueni Makarov et le musicien Vassili Répine, frère cadet d'Ilia Répine, les accompagnent. Selon certaines données, c'est Vassiliev qui a obtenu le financement du voyage de quatre mois auprès de la Société impériale d'encouragement des beaux-arts. Le voyage commence à Tver, et en juin les voyageurs se trouvent à Togliatti (connu également sous le nom Stavropol-sur-la-Volga), où ils ont passé plusieurs mois dans le village de Chiriaïevo (Oblast de Samara), situé sur la rive droite de la Volga près des monts Jigouli.

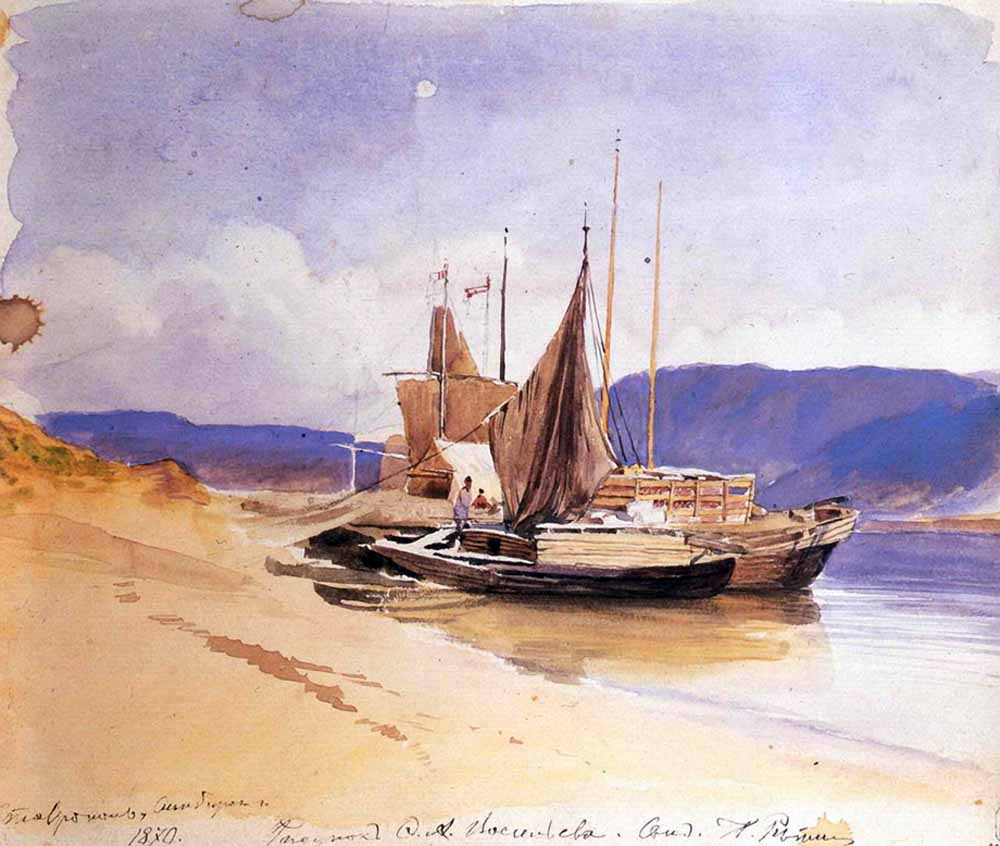
Fiodor Vassiliev. Les barques sur la rive (aquarelle, 1870, Musée russe).

Malgré le jeune âge de Fiodor Vassiliev, ses compagnons de voyage ont reconnu son autorité en matière de peinture sur le motif ; ce qu'Ilia Répine a rappelé lorsqu'il écrit qu'il « ne s'était pas passé une semaine que servilement nous imitions Vassiliev, l'adorions et croyions en lui », « il a été pour nous un excellent professeur »,. Vassiliev a beaucoup peint et dans ses albums se trouvaient « de larges panoramas des étendues de la Volga, et des scènes typiques de la vie côtière, avec de petits détails sur la forme des plantes et des coques de bateaux ». Il a souvent représenté des barques, des radeaux, des bateaux de pêche, et des voiles « tendues par le vent, puis tombant des mâts sous des angles différents, dessinées en avant-plan mais avec des détails précis plus lointains, formant des silhouettes gracieuses sur des fonds aériens lointains ». Il semble alors que déjà à cette période il concevait l'écriture de cette toile Vue de la Volga. Barques, rassemblant, au niveau des esquisses et variantes, plusieurs dessins telles que ceux conservés au Musée russe de Saint-Pétersbourg intitulés Barques près du rivage et Barques et bateaux près du rivage.

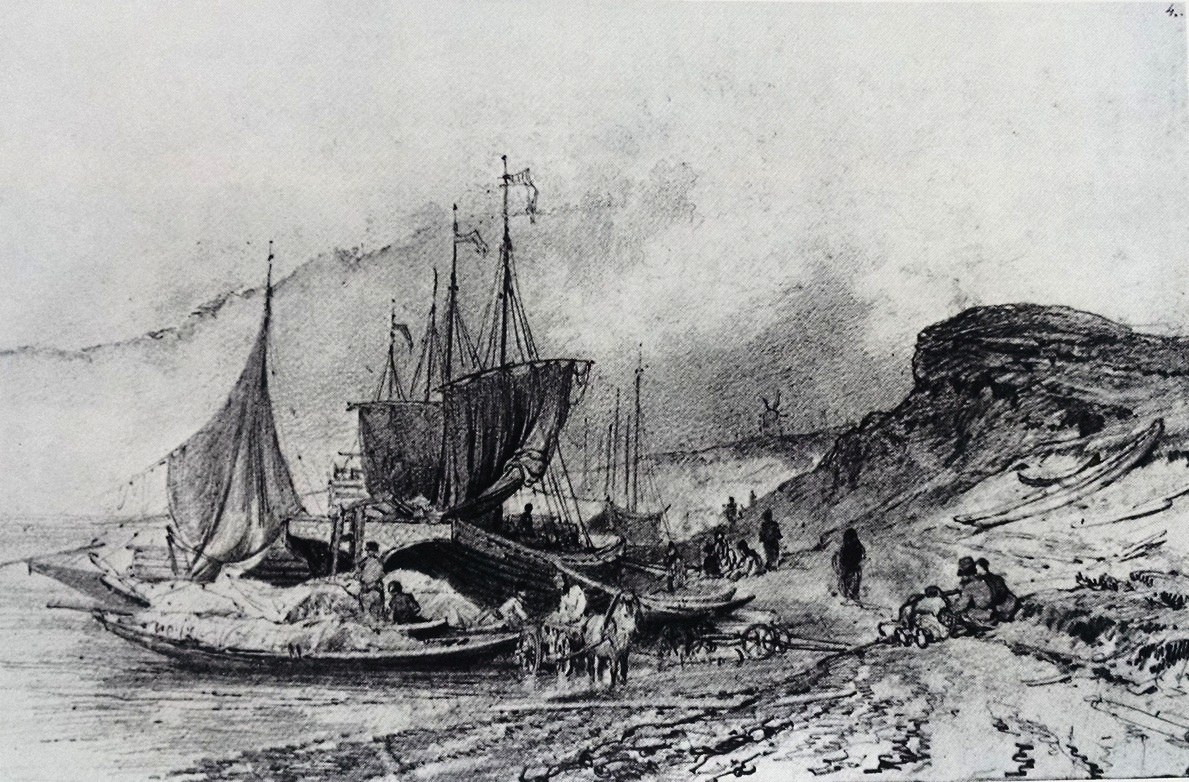
Fiodor Vassiliev Barque et bateaux sur la rive (dessins, 1870, Musée russe).

Après son retour de ce périple de quatre mois sur la Volga, Vassiliev a réalisé plusieurs toiles en utilisant ses croquis et esquisses de voyage. En plus de la toile Vue de la Volga. Barques, il a créé aussi différents paysages qui ont eu du succès : Lagunes de la Volga (1870, huile, toile, 70 × 127 cm, Galerie Tretiakov) et Rive de la Volga après l'orage (1871, toile, huile, 66,8 × 102,5 cm, Galerie Tretiakov).
Après la mort de Vassiliev, décédé de la tuberculose en 1873 à l'âge de 23 ans, Pavel Tretiakov, souhaitait vivement acheter la toile Vue de la Volga. Barques pour sa collection. Le 8 janvier 1874, il écrit au peintre Ivan Kramskoï : « J'ai décidé que pour une raison que vous connaissez déjà, je devrais absolument posséder le paysage de Vassiliev avec barques, parce que cette toile permet de s'imaginer ce que serait devenue une marine aussi merveilleuse ; et voilà pourquoi je vous ai envoyé un télégramme hier ; je suis persuadé que vous comprenez mon amour encore renforcé pour l'œuvre de Vassiliev, quoique vous trouviez peut-être qu'il soit maladroit de donner autant dans une seule main »,. Il reste que Tretiakov n'a jamais réussi à acquérir ce tableau. La toile s'est retrouvée dans la collection de l'Académie russe des Beaux-Arts, puis en 1898 au musée d'Alexandre III (devenu le Musée russe),,. Actuellement, la toile Vue sur la Volga. Barques se trouve à la salle no 20 du Palais Mikhaïlovski, avec par ailleurs d'autres tableaux de cet artiste, parmi lesquels : Village, Marais dans la forêt. Automne, et aussi une copie d'auteur de Le Dégel.

## Description
Le tableau représente des barques amarrées le long des rives de la Volga. A côté, autour d'un feu de camp, quelques bateliers se reposent de leur dur labeur,,. L'attention du spectateur n'est pas attirée par la scène de genre avec des bateliers mais « par le paysage lui-même et son ciel bleu brillant, qui fusionne avec les mâts baroques aux voiles partiellement abaissées ». Les barques sont légèrement éloignées du premier plan et forment un groupe compact au centre de la toile, jouant un rôle essentiel dans la perception du paysage. L'expérience acquise par Vassiliev lors de la création des esquisses et croquis préparatoires lui permet de représenter de manière réaliste la poupe d'une barque, ainsi que les plis des voiles déployées et de celles qui sont abaissées.

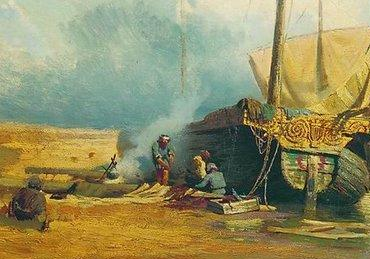
Les bateliers au repos (fragment du tableau).

La scène de genre des bateliers au repos est délicatement transcrite dans un ombrage baroque. Malgré la synthèse des représentations des figures, « elles semblent liées entre elles dans un dialogue silencieux, dans des poses expressives, où se répondent les couleurs blanchâtres et bleues des chemises ». La fumée bleuâtre du feu et le pot suspendu au trépied indiquent que l'heure du déjeuner approche. Vassiliev donne beaucoup de sens à cette scène de genre et l'utilise pour renforcer l'impact de la représentation du paysage principal mais aussi pour souligner « le lien perceptible entre la nature et l'homme ».
La ligne d'horizon du tableau est placée assez bas, si bien que la plus grande partie de la toile est occupée par l'image du ciel, « au firmament azuré infini, encombré de nuages d'après orage ». Les restes de nuages grisâtres dans la partie gauche de la toile rappellent l'orage récemment passé. La rive basse du fleuve est éclairée par le soleil. Pour représenter le sable qui reçoit la lumière et l'ombre des nuages flottants dans le ciel, Vassiliev utilise une variété de nuances de couleurs, du gris-cendré au bord de l'eau au rouge doré sur les zones éclairées dans la partie gauche de la toile. Vassiliev transmet aussi avec précision les effets visuels du jeu de la lumière du soleil sur la surface lisse de l'eau ainsi que de l'ombre fraîche sur les bords des coques des barques.

## Esquisses et études
Durant son séjour sur la Volga, Fiodor Vassiliev crée de nombreuses études et esquisse, qu'il utilisera pour réaliser Vue de la Volga. Barques et d'autres tableaux. Parmi ses dessins représentant des barques, des bateaux, des canots, : Barque avec un canot amarrés. Paysans en barque. Peintre dans une barque (trois dessins sur une feuille, papier, crayon graphite, 26,3 × 34,6 cm), Bateau de pêche sur la rive, Barques au bord du fleuve, écrevisses (papier, crayon graphite, 27,7 × 36,2 cm), Bateaux et planches près du rivage. Canards, et encore deux dessins intitulés Barques (papier, crayon graphite, 25,5 × 34 cm et 27,8 × 37,2 cm), tous conservés au musée russe.

Croquis, dessins.
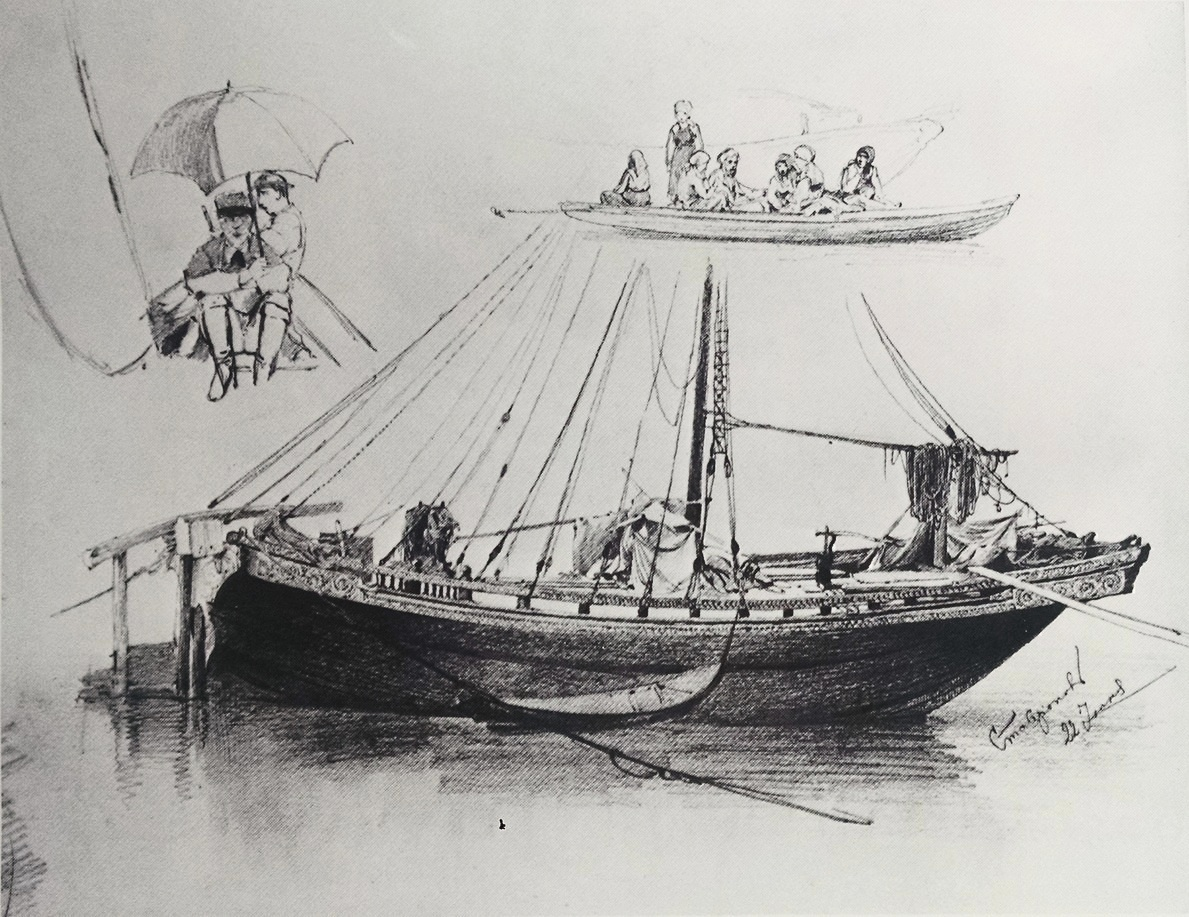
Barque et canot à l'amarrage. 1870.
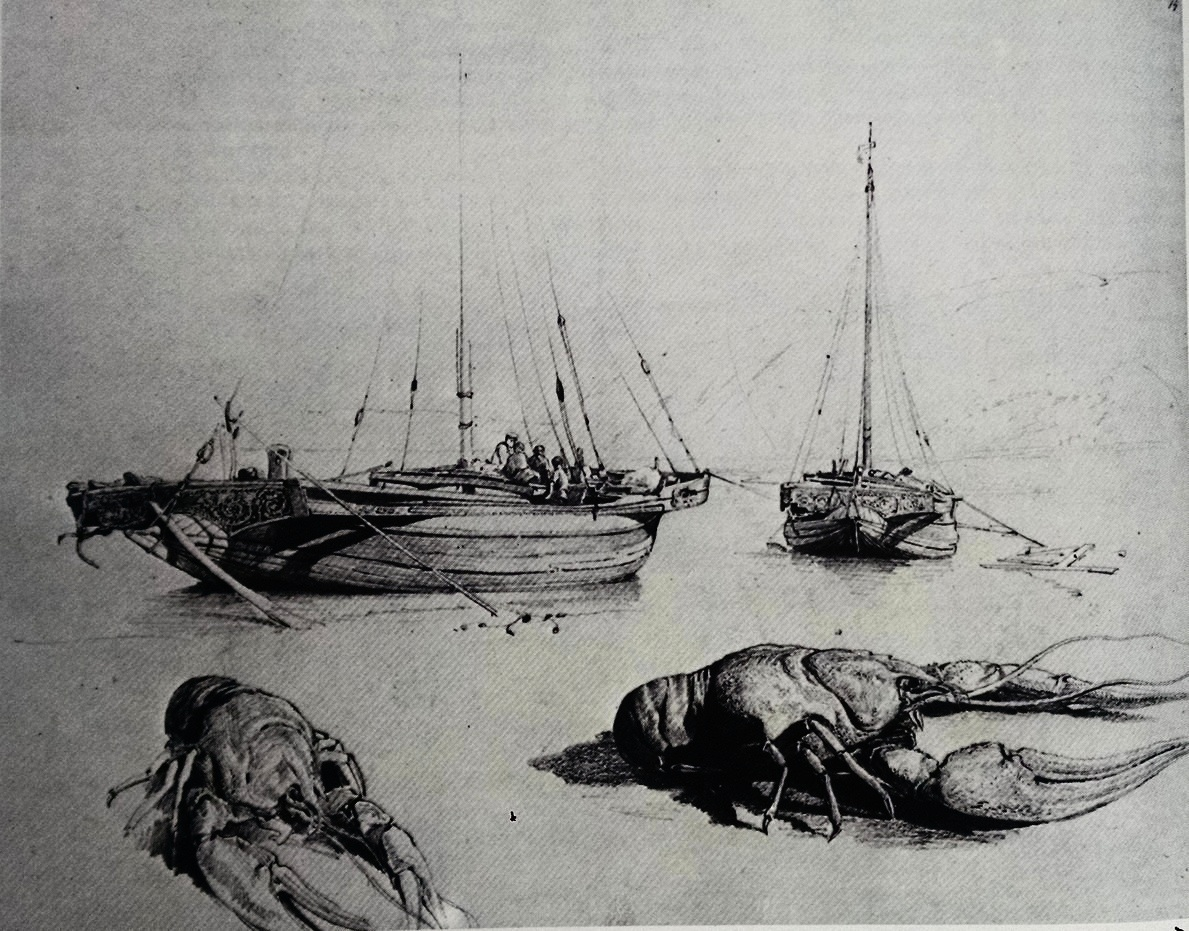
Barques sur la berge, écrevisses.
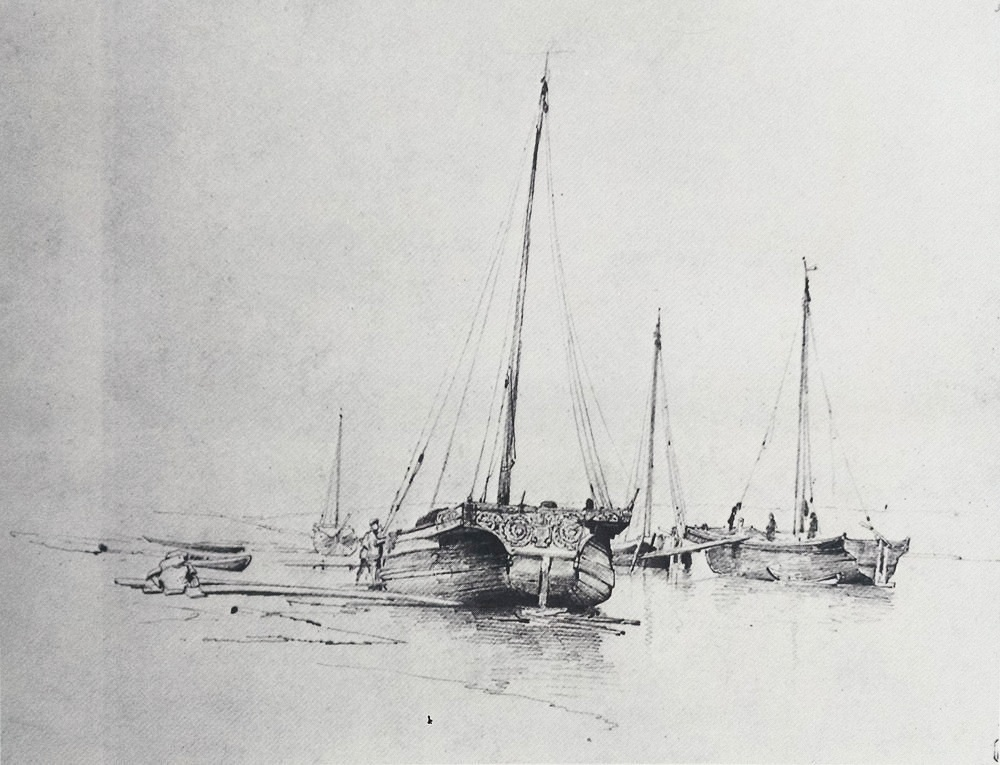
Les Barques (1870).
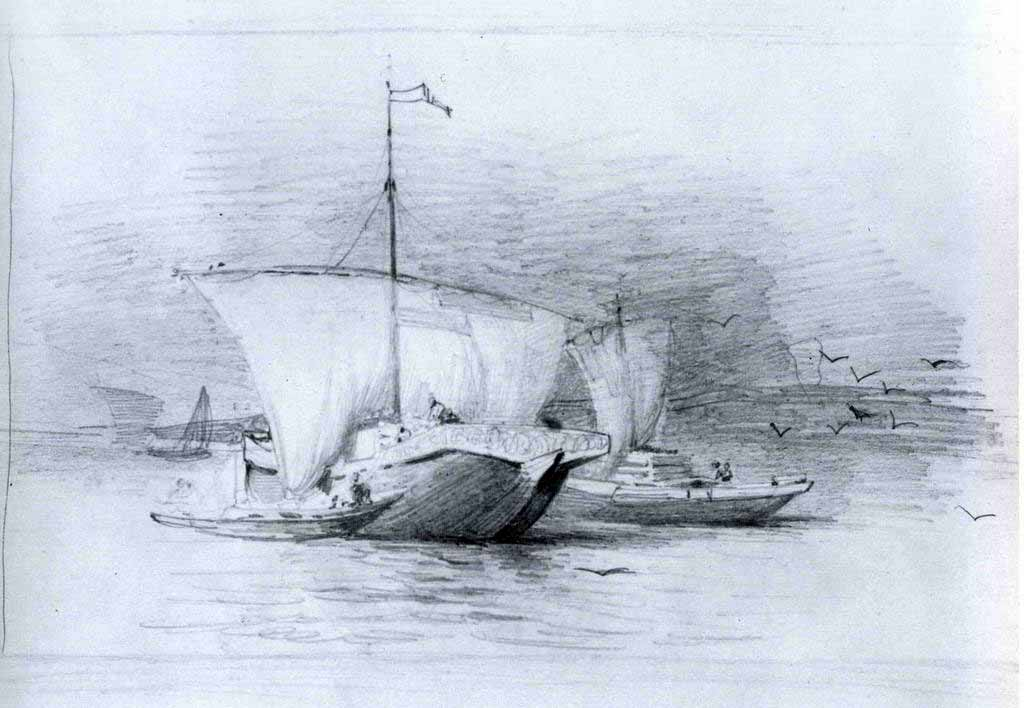
Les Barques.

## Appréciations
Le critique d'art Alekseï Fiodorov-Davydov cite le tableau Vue sur la Volga comme exemple frappant du sens de la couleur maîtrisé par Vassiliev, et combien il pouvait donner à la couleur « non seulement une signification formelle, mais aussi émotionnelle », ce qui constitue la valeur picturale de ses toiles. Observant la pittoresque gamme jaune-or du sable et des barques, ainsi que le bleu soutenu du ciel et de l'eau, le critique écrit, que par son degré de tension et par la pureté de la couleur, « la toile Vue sur la Volga se distingue vraiment des toiles d'artistes contemporains de paysage aux touches hésitantes et grisées ». Selon Alekseï Fiodorov-Davydov, l'influence de ce paysage se retrouve dans « la pittoresque fraîcheur et la luminosité du même fond jaune-bleu du tableau de Ilia Répine, Les Bateliers de la Volga ».

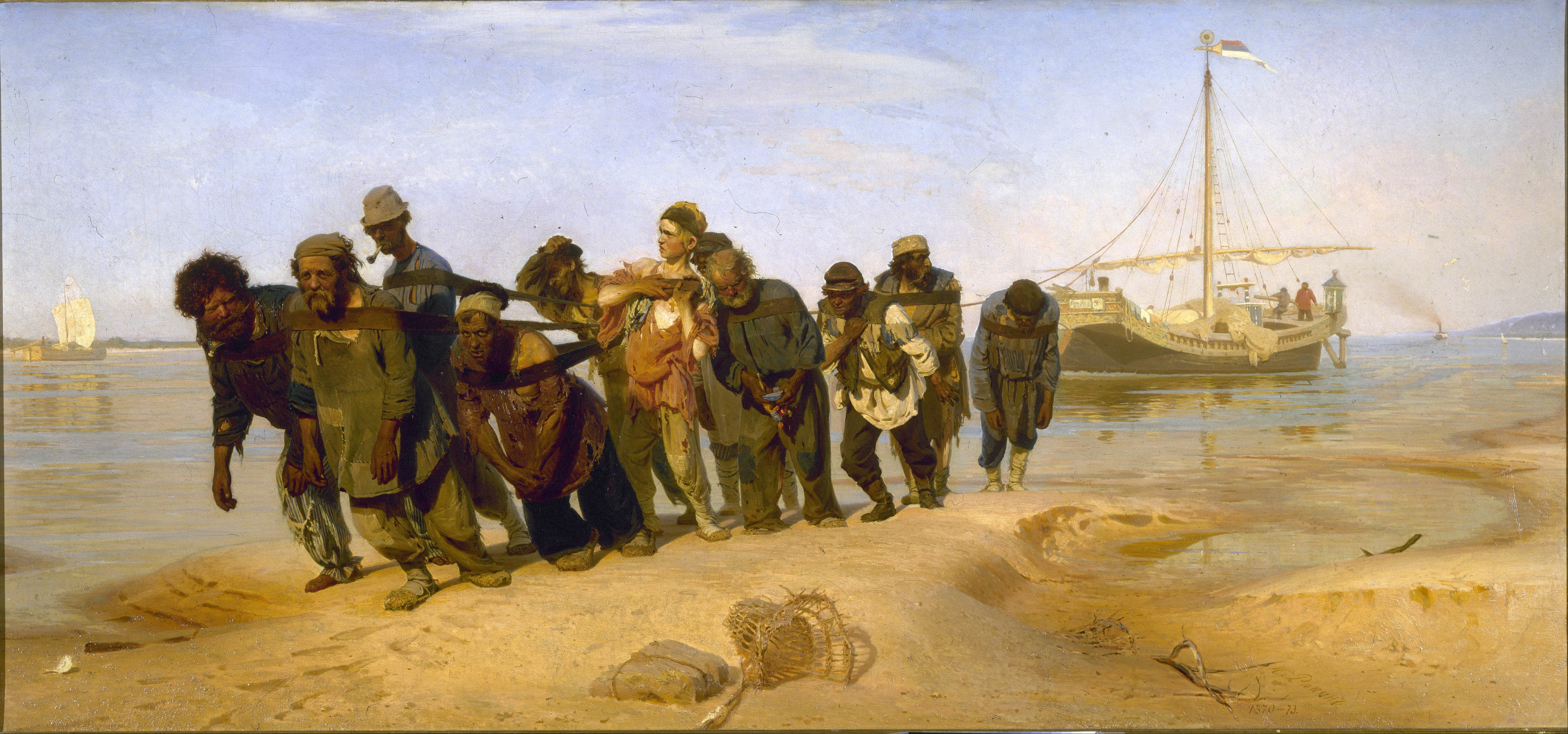
Ilia Répine. Les Bateliers de la Volga (1872—1873, Musée russe).

Le critique d'art et musicologue Boris Assafiev (pseudonyme littéraire : Igor Glebov) écrit que le tableau Vue de la Volga. Barques représente « une harmonieuse combinaison d'un vaste espace aquatique, avec son ciel, de blancs nuages et une berge de sable ». Et il poursuit : « Tout est simple. La nouveauté tient dans l'humeur musicale, dans la sensibilité des juxtapositions du visible, quand la nature visible devient un état d'esprit ».
Le critique Nikolaï Novouspenski considère, comme Assafiev, que la chose la plus importante dans le tableau Vue sur la Volga. Barques « était l'état d'esprit d'une personne poétiquement sensible, face à la beauté du monde exprimé avec enthousiasme en peinture ». Selon ce critique, dans cette toile, Vassiliev exprime avec une très grande force, pour son époque, la conception philosophique du nouveau réalisme dans la peinture de paysage, suivant laquelle le monde de l'homme n'est pas en discordance avec le grand et superbe monde de la nature, mais en est naturellement et simplement une partie constitutive ». Pour Novouspenski, qui apprécie beaucoup Vue sur la Volga. Barques, ce tableau est parmi « les exemples les plus parfaits de l'art paysager russe du XIXe siècle ».

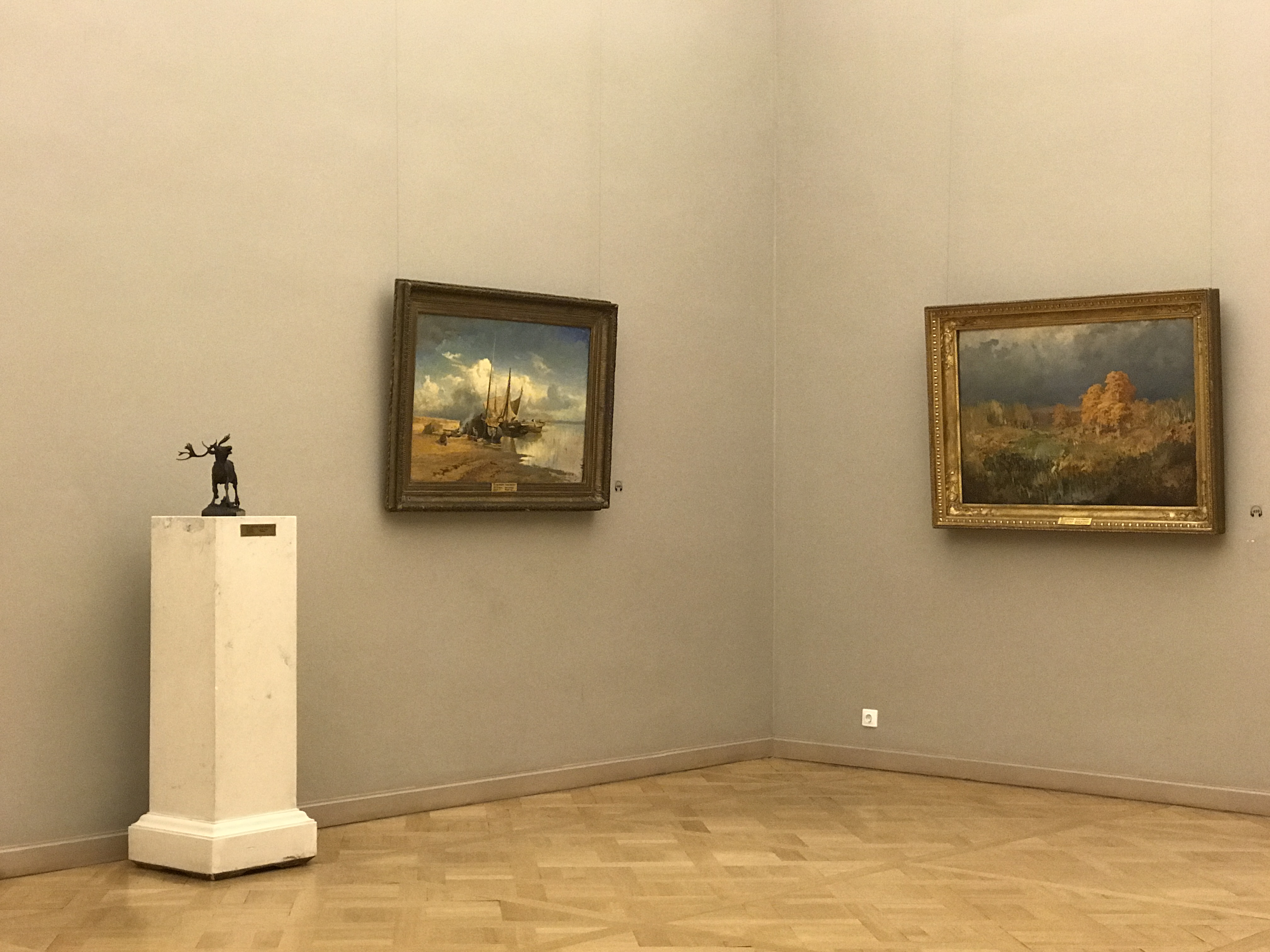
Tableau de Vassiliev Vue de la Volga. Barques. et Marais dans la forêt. Automne au Musée russe.

L'historienne d'art Elena Petinova écrit à propos de Vue de la Volga. Barques que « cette toile frappe par l'habileté avec laquelle sont transmis la vaste étendue du fleuve, l'atmosphère pleine d'air humide, la lumière pré-crépusculaire ». Selon Petinova, le groupe d'hommes fatigués par leur travail acharné de bateliers se repose à l'ombre d'une des barques et apporte une note dissonante par le contraste créé entre leurs petites silhouettes humaines et l'environnement majestueux de la nature, ce qui « donne naissance à des pensées mélancoliques et à des réflexions philosophiques ».
La critique d'art Faïna Maltseva note l'originalité et l'esprit novateur de la toile Vue de la Volga. Barques lorsqu'on la compare aux paysages d'Alekseï Bogolioubov, réalisés après plusieurs voyages sur la Volga dans les années 1860. Comparant Vue sur la Volga. Barques au tableau de Répine Les Bateliers de la Volga, Maltseva note que la différence entre les deux ne tient pas seulement à la différence des sujets traités, mais aussi du sentiment de satisfaction partagée, de libération qui ressort de la toile de Vassiliev. Ce paysage « semble être un hymne à la nature, à sa beauté, à son immense pouvoir de vie en même temps qu'un hymne à l'homme qui a rejeté bas la sangle de batelier qui lui râpait l'épaule ».